# 張是彝
張是彝（1834年—1889年），字秉之，號韶笙，原號潮生、兆生，江蘇蘇州府长洲縣人，清朝政治人物。

## 生平
道光十四年（1834年）八月十八日出生。同治十二年（1873年）癸酉科舉人，光緒六年（1880年）庚辰科三甲第三十二名進士。同年五月，著交吏部掣籤，以正定縣知縣即用。

## 家族
先祖張載（1020年-1077年），世稱橫渠先生。遷吳始祖張讓四。传十世至张嘉起，号在川，以“元会运世是一为万”为世次命名之序。。
父張世棠，號位鲁，邑庠優行廩貢生，著《生余留草集》传世。世棠诸子：張是彝，張是茂（嗣堂弟），張是保，张是孚。
夫人吳氏；繼娶妻妹吳氏。岳父吳本瀚，字景中，号少山，又号平友。吳本瀚之父吳廷澍，号肖严。吳本瀚之祖吳钟，号鲁斋。
有四子：張一夔（殤）、張一鳳（殤）、張一麐、張一鵬；
二女：長女適江陰夏孫桐；次女適潘誦燕。